# 羽幌魷屬
羽幌鱿属（学名：Haboroteuthis）是一属已灭绝的鱿鱼，生活在白垩纪时期。 唯一被归类于该属的物种是波塞冬羽幌鱿（H. poseidon）。